# HD 80606
HD 80606 ist ein 190,44 Lichtjahre von der Erde entfernter gelber Zwerg mit einer Rektaszension von 09h 22m 37s und einer Deklination von +50° 36' 13". Er besitzt eine scheinbare Helligkeit von 8,98 mag. Im Jahre 2001 entdeckte Michel Mayor einen extrasolaren Planeten, der diesen Stern umkreist. 
Dieser trägt den Namen HD 80606 b. Weiterhin befindet sich in diesem System auch ein zweiter Stern, ein gelber Zwerg mit dem Namen HD 80607, der HD 80606 in einem Abstand von 1200 Astronomischen Einheiten umkreist. Dies macht dieses System zu einem Doppelstern.